# Кембріен-Парк (Каліфорнія)
Кембріен-Парк (англ. Cambrian Park) — переписна місцевість (CDP) в окрузі Санта-Клара, штат Каліфорнія, США. Населення — 3719 осіб (2020).

## Географія
Кембріен-Парк розташований за координатами 37°15′23″ пн. ш. 121°55′44″ зх. д. / 37.25639° пн. ш. 121.92889° зх. д. (37.256274, -121.928903). За даними Бюро перепису населення США в 2010 році переписна місцевість мала площу 1,54 км², уся площа — суходіл.

## Демографія
Згідно з переписом 2010 року в переписній місцевості мешкали 3282 особи в 1141 домогосподарстві у складі 859 родин. Густота населення становила 2125 осіб/км². Було 1179 помешкань (763/км²).
Расовий склад населення:
| - 79,2 % — білих - 6,7 % — азіатів - 0,9 % — корінних американців - 0,8 % — чорних або афроамериканців - 0,6 % — вихідців з тихоокеанських островів - 5,8 % — осіб інших рас |

До двох чи більше рас належало 6,1 %. Частка іспаномовних становила 18,0 % від усіх жителів.
За віковим діапазоном населення розподілялося таким чином: 24,0 % — особи молодші 18 років, 63,6 % — особи у віці 18—64 років, 12,4 % — особи у віці 65 років та старші. Медіана віку мешканця становила 42,4 року. На 100 осіб жіночої статі у переписній місцевості припадало 101,1 чоловіків;  на 100 жінок у віці від 18 років та старших — 102,2 чоловіків також старших 18 років.
Середній дохід на одне домашнє господарство  становив 131 181 долар США (медіана — 101 618), а середній дохід на одну сім'ю — 146 825 доларів (медіана — 111 739). Медіана доходів становила 97 656 доларів для чоловіків та 51 913 долари для жінок. За межею бідності перебувало 3,1 % осіб, у тому числі 1,6 % дітей у віці до 18 років та 5,1 % осіб у віці 65 років та старших.
Цивільне працевлаштоване населення становило 1737 осіб. Основні галузі зайнятості: освіта, охорона здоров'я та соціальна допомога — 28,6 %, виробництво — 11,7 %, будівництво — 11,1 %.